# Jack Donaldson
John (Jack) George Stuart Donaldson, baron Donaldson de Kingsbridge, OBE (9 octobre 1907 - 8 mars 1998) est un homme politique et fonctionnaire britannique. 

## Biographie
Jack Donaldson est le fils du révérend Stuart Alexander Donaldson (en), maître du Magdalene College, Cambridge, et Lady Albinia Hobart-Hampden, la sœur de Sidney Hobart-Hampden-Mercer-Henderson (7e comte de Buckinghamshire) . Il fait ses études au Collège d'Eton où il fonde le groupe de jazz The Eton Outcasts, et au Trinity College de Cambridge, et épouse Frances Donaldson en 1935. En 1939, il est nommé dans les Royal Engineers et sert tout au long de la Seconde Guerre mondiale, atteignant le grade de lieutenant-colonel et est nommé Officier de l'Ordre de l'Empire britannique (OBE) en 1943. 
Il est créé pair à vie avec le titre de baron Donaldson de Kingsbridge, de Kingsbridge dans le comté de Buckingham le 20 novembre 1967. Il est sous-secrétaire d'État parlementaire au ministère de l'Irlande du Nord de 1974 à 1976, et ministre des Arts de 1976 jusqu'à la fin du gouvernement de James Callaghan trois ans plus tard . Il quitte le Parti travailliste pour le Parti social-démocrate (SDP) en 1981 et est resté avec les libéraux-démocrates après la fusion du SDP avec les libéraux. 
De 1968 à 1971, il est président du Conseil national des consommateurs. 
Son petit-fils est Fred Deakin de Lemon Jelly. 

## Œuvres
- Farming in Britain Today (1969) avec Frances Donaldson et Derek Barber
- Jack Donaldson: A Soldier's Letters (2017) Une édition posthume de lettres écrites pendant la Seconde Guerre mondiale, 1939-45